# Halet Çambel
Halet Çambel (n. 27 august 1916, Berlin, Imperiul German – d. 12 ianuarie 2014, Istanbul, Turcia) a fost o arheologă și scrimeră olimpică turcă. Ea a fost prima femeie musulmană care a concurat la Jocurile Olimpice.

## Biografie
Çambel s-a născut la Berlin (capitala Imperiului German) la 27 august 1916, ca fiică a atașatului militar turc Hasan Cemil Bey (Çambel), un apropiat al lui Mustafa Kemal Atatürk, fondatorul Republicii Turcia, și a lui Remziye Hanım, fiica lui Ibrahim Hakki Pașa, un fost mare vizir (prim-ministru al sultanului otoman) și în acea vreme ambasador otoman în Imperiul German.
A urmat studii secundare la Liceul American de Fete Arnavutköy (astăzi Colegiul Robert). În perioada studiilor liceale, Halet Çambel a fost inspirată de profesorul ei de istoria artei, care a organizat excursii la diferite situri istorice din Istanbul. În acei ani ea a început să practice scrima. În perioada 1933-1939 a urmat studii de arheologie la Universitatea Sorbona din Paris (Franța). După ce s-a întors în Turcia, Çambel a devenit asistent științific la Universitatea din Istanbul în 1940. A obținut titlul de doctor în istorie în 1944, iar din 1947 a ocupat funcția de lector la Universitatea din Istanbul. A fost apoi timp de doi ani profesor invitat la Universitatea din Saarbrücken (Germania). În 1960 a fost numită profesor titular și a fondat Institutul de Preistorie. S-a pensionat în 1984, devenind profesoară emerită.
La întoarcerea la Istanbul după Jocurile Olimpice de vară din 1936, unde a reprezentat Turcia, ea a început o relație cu Nail Çakırhan, un poet și jurnalist comunist, care a devenit un arhitect celebru. Au fost căsătoriți timp de șaptezeci de ani până la moartea lui Nail Çakırhan, în octombrie 2008.
Çambel a murit la Istanbul în 12 ianuarie 2014, la vârsta de 97 de ani. După o ceremonie memorială organizată la Facultatea de Litere a Universității din Istanbul, rămășițele ei pământești au fost transportate în orașul Akyaka, Muğla, unde au fost îngropate lângă mormântul soțului ei.

## Sport
Ea a concurat în proba individuală feminină de floretă la Jocurile Olimpice de vară din 1936. Çambel a fost prima femeie musulmană care a concurat la Jocurile Olimpice. Deși a fost invitată de o „femeie germană cu funcție oficială” să se întâlnească cu Adolf Hitler, Çambel a refuzat din motive politice.

## Cariera profesională
După cel de-al Doilea Război Mondial, Çambel a început o serie de cercetări istorice împreună cu arheologul german Helmuth Theodor Bossert (1889-1961), care era profesor de arheologie la Universitatea din Istanbul. În 1947 Bossert și Çambel au efectuat lucrări de excavare în situl arheologic Karatepe, orașul zidit din secolul al XII-lea î.Hr. al regelui hitit Azatiwada, situat în Munții Taurus din sudul Turciei. Ea a îndeplinit un rol cheie în descifrarea hieroglifelor hitite cu ajutorul alfabetului fenician, după descoperirea inscripției bilingve de la Karatepe.
Çambel a fost, de asemenea, activă în promovarea conservării moștenirii culturale a Turciei. În anii 1950 ea s-a opus încercării guvernului de a muta artefactele de la Karatepe într-un muzeu. În cele din urmă, guvernul turc a renunțat la acest plan și a înființat în 1960 un muzeu în aer liber, Muzeul în aer liber Karatepe-Aslantaș, unde soțul ei, Nail Çakırhan, a proiectat câteva clădiri. Halet Çambel a depus eforturi pentru promovarea unui plan de construire a unui baraj pe râul Ceyhan, care ar fi putut inunda mai multe situri arheologice. Eforturile ei au fost încununate de succes, iar nivelul apei s-a redus suficient pentru a nu fi inundate siturile.
În 2004 Halet Çambel a primit premiul Prințul Claus din Țările de Jos. Juriul a menționat ca motiv al premierii sale „efectuarea săpăturilor arheologice de salvare a siturilor de patrimoniu aflate în pericol, introducerea restaurării și asigurarea conservării corespunzătoare a patrimoniului cultural de importanță semnificativă din Turcia”, înființarea unei catedre de arheologie preistorică la Universitatea din Istanbul și „cercetarea ei dedicată și rolul ei singular în extinderea posibilităților de interacțiune a oamenilor cu moștenirea lor culturală”.

## Legături externe
- Suseven, Bahar. „Halet Çambel”. Friends of Akyaka and Gökova. Accesat în 25 iulie 2013.